# Snowshill
Snowshill – wieś w Anglii, w hrabstwie Gloucestershire, w dystrykcie Tewkesbury. Leży 31 km na północny wschód od miasta Gloucester i 131 km na północny zachód od Londynu.